# Edenbachen
Edenbachen ist der kleinste Teilort der Gemeinde Erlenmoos im Landkreis Biberach in Oberschwaben.

## Beschreibung

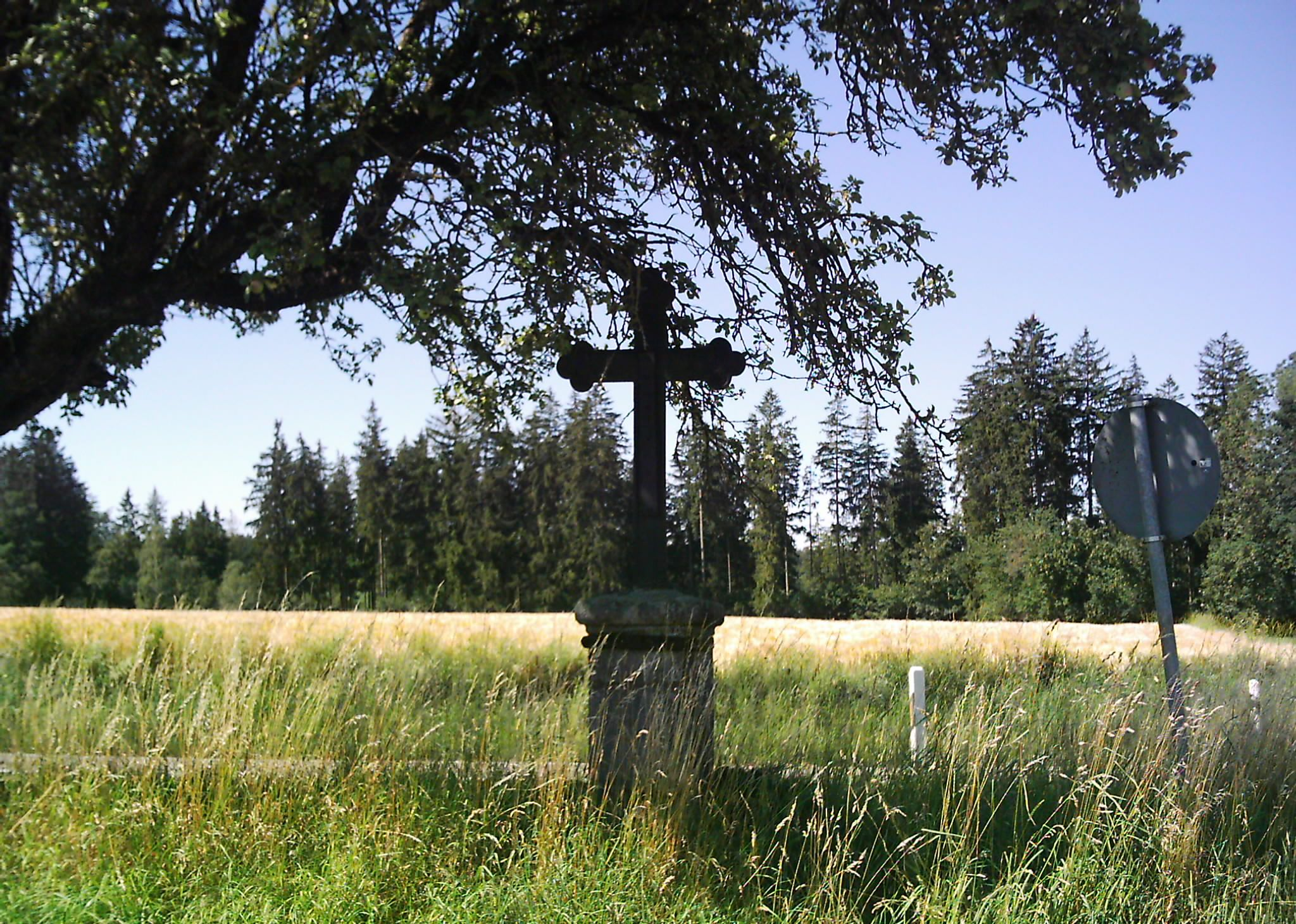
Feldkreuz an der B 312 bei Edenbachen

Der Ort liegt an der von Eichenberg kommenden Bundesstraße 312. Am nördlichen Ende des Ortes mündet, die von Bechtenrot kommende Landesstraße 299 dort in die B 312. Im Jahre 1152 hieß der Ort noch „Bachein“. 1312 erscheint er in Abgrenzung zum nahen Illerbachen als „Edenbachain“. Die kirchliche Zugehörigkeit des Ortes wechselte mehrmals zwischen der Reichsabtei Ochsenhausen und der Herrschaft Erolzheim. Durch Edenbachen fließt der Reichenbach, ein linker Nebenfluss der Rot, der in seinem weiteren Verlauf zum Reichenbachweiher aufgestaut ist. Der nördlich von Edenbachen befindende Reichenbachweiher liegt im umliegenden Reichenbachtal. Der kleine Ort ist heute einer von vier Teilorten der Gemeinde Erlenmoos. Der Ort ist landwirtschaftlich geprägt.
Edenbachen hat einen Fanfarenzug und die Freiwillige Feuerwehr, die für den Brandschutz und die allgemeine Hilfe insbesondere auf Ortsebene sorgt.

## Bauwerke

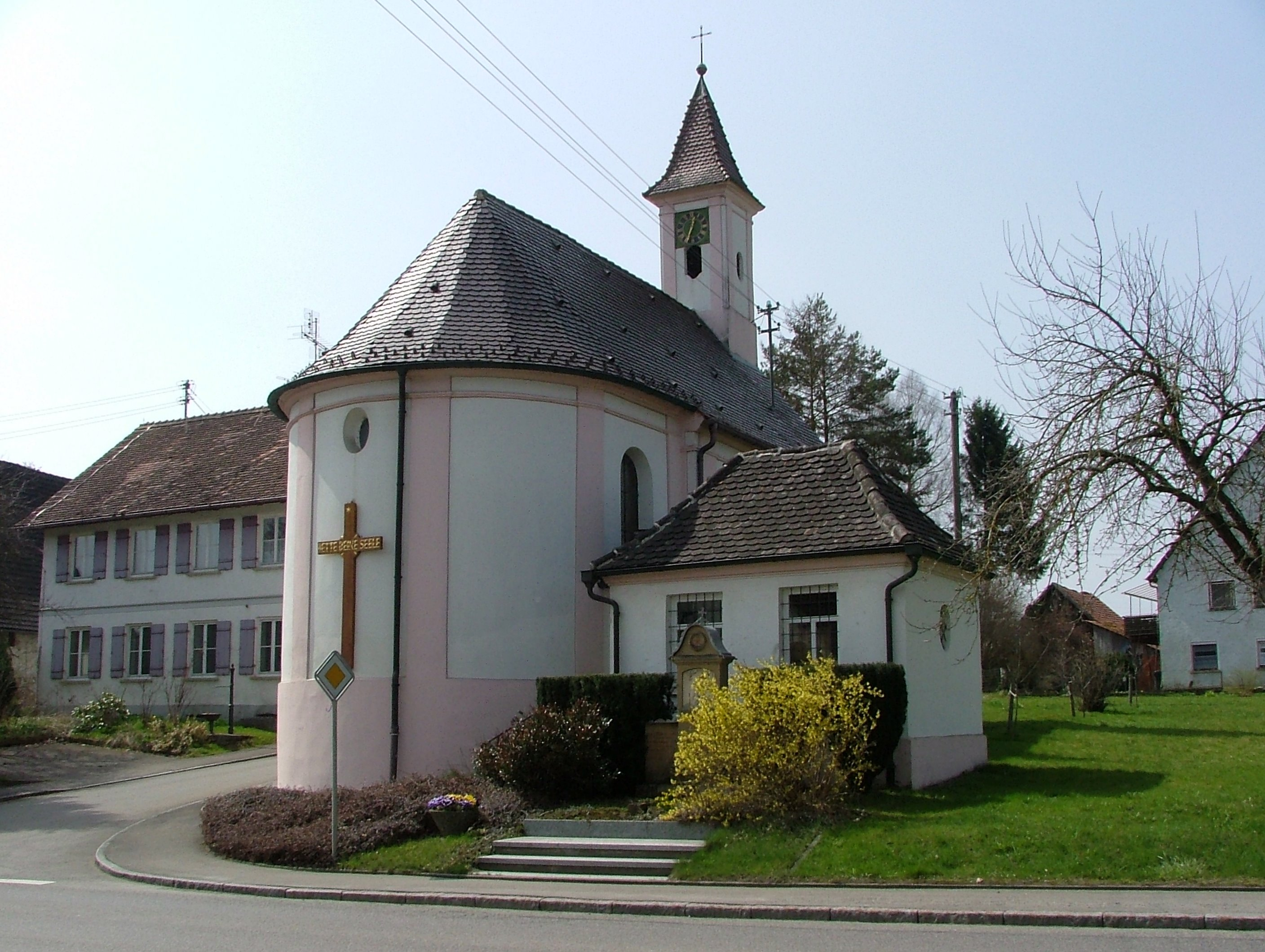
Kapelle St. Michael (2010)

- Die Kapelle St. Michael, erbaut 1773 unter Abt Romuald Weltin, ist ein langgestreckter rechteckiger Bau, der im Jahr 1899 restauriert wurde.